# Bèo dạt mây trôi
"Bèo dạt mây trôi" là một làn điệu dân ca thuộc vùng Bắc bộ và Thanh Nghệ Tĩnh của Việt Nam, với nội dung thể hiện nỗi nhớ của người con gái/chàng trai đối với người yêu ở phương xa.

## Đặc điểm nghệ thuật
Bài hát được thể hiện cao trào khi người con gái ngồi một mình trong đêm khuya chờ chàng trai đang đi xa. Ngày đêm người con gái luôn thao thức đợi chờ, mong ngóng, tiếng trống canh thúc dồn dập báo thời gian trôi qua, tạo cho người nghe âm hưởng và xúc động qua những câu:
...Bèo dạt mây trôi, chốn xa xôi, anh ơi, em vẫn đợi...
...Ngậm một tin trông, hai tin đợi, ba bốn... tin chờ, sao chẳng thấy anh...?
...Người đi xa có nhớ, là nhớ ai... ngồi trông cánh... chim trời. Sao chẳng thấy anh?
Ca từ trong bài Bèo dạt mây trôi rất giản dị, gần gũi với nông thôn Việt Nam, sử dụng những hình tượng nghệ thuật như cánh bèo, chim, cá, mây, trăng, gió v.v. tạo ra một khung cảnh nhớ nhung sâu lắng. Cảnh vật nông thôn thời xưa thể hiện rõ nét, không gian và thời gian như nhập vào một, chất trữ tình mạch lạc. Đặc biệt ở nhan đề "Bèo dạt mây trôi" sử dụng một câu tục ngữ quen thuộc trong đời sống hàng ngày của nông dân Việt. Tạo ra cho ca khúc một đặc điểm quan trọng đó là dễ đi vào lòng người nghe.